# Felipe Bellini
Felipe Adrián Bellini (Buenos Aires, Argentina, 25 de marzo de 1964) es un exfutbolista argentino que jugaba como defensor.

## Trayectoria

### Platense
Bellini debutó con la camiseta de Platense en 1984. En el calamar jugó hasta 1997, disputó más de 200 partidos en el club y se retiró del fútbol.

### Atlético Tucumán
En el año 1986 se mudó a San Miguel de Tucumán y se sumó a Atlético Tucumán, junto a Carlos Alfaro Moreno. Con la camiseta del decano disputó el Torneo del Interior.

### Estudiantes de Río Cuarto
En 1996 pasó a Estudiantes de Río Cuarto. En el club cordobés tuvo un breve paso.

## Clubes
| Club                      | País      |
| ------------------------- | --------- |
| Platense                  | Argentina |
| Atlético Tucumán          | Argentina |
| Estudiantes de Río Cuarto | Argentina |